# 瓦尔德策尔
瓦尔德策尔是奥地利上奥地利州因克赖斯地区里德县的一个市镇。总面积40平方公里，总人口2095人，人口密度52.4人/平方公里（2005年）。